# 分开同居
分开同居（英語：living apart together，缩写为），或称为分居式共同生活，是指伴侣间保持着亲密的关系、但并不住在一起的现象。
据统计，在英国约有10%的成年人选择分开同居的生活方式。这一数字相当于所有未婚或未同居的人口的四分之一。而在比利时、法国、德国、荷兰、挪威、瑞典等欧洲国家，选择这种同居分式的人数也保持着类似的比例。研究还表明，南欧国家也有着相似甚至更高的比例，不过这些国家的分开同居伴侣通常住在父母家中。澳大利亚、加拿大与美国的调查也发现，6%至9%的成年人有一位不与他/她同住的伴侣。分开同居的生活方式正逐渐受到更多地理解与接受，选择分开同居的伴侣对相互间亲密关系的忠诚与承诺的期待并不亚于结婚或同居的伴侣。
分开同居的现象并不局限于欧美国家。在中国，“走婚”的人数也越来越多。北京大学法学院妇女法律研究与服务中心主任郭建梅表示：“走婚制反映了中国社会的迅猛变化”。而在中国的少数民族摩梭人中，传统上就历来有着走婚的习俗。摩梭男子会在半夜到女方家中，并在天亮前离开。同时，在古代日本社会也有着类似的访妻婚。而在中东地区，亦有着被称为“旅人婚姻”（Nikah Misyar）的临时婚姻制度，夫妻双方定期见面但并不同住。
知名的分开同居伴侣包括弗雷德里克·肖邦与乔治·桑、让-保罗·萨特与西蒙·波伏娃等。